# Charzewo
Charzewo – wieś w Polsce położona w województwie wielkopolskim, w powiecie gnieźnieńskim, w gminie Kiszkowo. Prowadzi przez nią Wielkopolska Droga św. Jakuba.
W latach 1975–1998 miejscowość administracyjnie należała do województwa poznańskiego.